# Roadgames
Roadgames (gestileerd als Road Games) is een Australische thriller-roadmovie uit 1981, geregisseerd door Richard Franklin. De hoofdrollen worden vertolkt door Stacy Keach en Jamie Lee Curtis. De film volgt een vrachtwagenchauffeur die door Australië reist en samen met een liftster een seriemoordenaar probeert op te sporen die vrouwen afslacht en hun uiteengereten lichamen dumpt langs verlaten snelwegen.

## Verhaal
Vrachtwagenchauffeur Patrick Quid raakt ervan overtuigd dat een buschauffeur een meisje heeft vermoord en op zijn reis om een lading vlees af te leveren, probeert hij enig licht op het verhaal te werpen. Hij wordt vergezeld door zijn trouwe dingo en een praatgrage liftster Pamela, die toch liever Hitch wordt genoemd. De man zal uiteindelijk ontdekken dat zijn vermoedens enige basis hadden en zal erin slagen de dader te laten arresteren.

## Rolverdeling
| Acteur           | Personage          |
| ---------------- | ------------------ |
| Stacy Keach      | Patrick "Pat" Quid |
| Jamie Lee Curtis | Pamela "Hitch"     |
| Marion Edward    | Frita              |
| Grant Page       | Smith or Jones     |
| Alan Hopgood     | Lester             |

## Ontvangst
De film ontving over het algemeen gunstige recensies van critici. Op Rotten Tomatoes heeft Roadgames een waarde van 92% en een gemiddelde score van 7,90/10, gebaseerd op 12 recensies. Op Metacritic heeft de film een gemiddelde score van 71/100, gebaseerd op 6 recensies.

## Prijzen en nominaties
| Jaar | Prijs                           | Categorie                         | Genomineerde(n)                 | Uitslag     |
| ---- | ------------------------------- | --------------------------------- | ------------------------------- | ----------- |
| 1981 | Australian Film Institute Award | Beste Actrice in een Bijrol       | Marion Edward                   | Genomineerd |
| 1981 | Australian Film Institute Award | Beste originele filmmuziek        | Brian May                       | Genomineerd |
| 1981 | Australian Film Institute Award | Beste prestatie in bewerken       | Edward McQueen-Mason            | Genomineerd |
| 1981 | Australian Film Institute Award | Beste prestatie in cinematografie | Vincent Monton                  | Genomineerd |
| 1982 | Saturn Award                    | Beste internationale film         | Beste internationale film       | Genomineerd |
| 2004 | Saturn Award                    | Beste dvd-klassieke filmrelease   | Beste dvd-klassieke filmrelease | Genomineerd |